# Calosoma declivis
Calosoma (Callisthenes) declivis – gatunek chrząszcza z rodziny biegaczowatych, podrodziny Carabinae i plemienia Carabini.
Gatunek ten został opisany w 1884 roku przez Carla Augusta Dohrna jako Callisthenes declivis. Stephen von Breuning sklasyfikował go w 1928 roku jako odmianę Calosoma (Callisthenes) panderi var. declive. Według Sandro Bruschiego stanowi on  podgatunek Calosoma (Callisthenes) panderi declive. Według Dmitrija Obydowa (2002) oraz bazy Carbidae of the World (2015) stanowi on osobny gatunek.
Krótkoskrzydły tęcznik o smukłym tęgim i krótkim ciele długości od 17 do 21 mm. Wierzch ciała jednolicie czarny, najwyżej ze słabym spiżowym połyskiem.
Chrząszcz palearktyczny. Znany z wschodniego Kazachstanu i chińskiego Sinciangu, gdzie występuje w północnym i wewnętrznym Tienszanie. Zasiedla łąki na prawym brzegu rzeki Ili.
Carabidae of the World wyróżnia dwa podgatunki: nominatywny i C. declivis rostislavi Semenov, 1906, które według Bruschiego są synonimami.